# Krynyczky
Krynyczky (ukr. Кринички) – osiedle typu miejskiego w obwodzie dniepropietrowskim Ukrainy, siedziba władz rejonu krynyczańskiego.
Leży nad rzeką Mokra Sura.

## Historia
Osada założona w 1769.
Status osiedla typu miejskiego posiada od 1957.
W 1989 liczyła 4945 mieszkańców.
W 2013 liczyła 4302 mieszkańców.